# Taylor (Michigan)
Pour les articles homonymes, voir Taylor.
Taylor est une ville située dans l’État américain du Michigan. Située dans le comté de Wayne, elle est une banlieue de Détroit. Sa population est de 65 868 habitants.

## Démographie
| Groupe            | Taylor | Michigan | États-Unis |
| ----------------- | ------ | -------- | ---------- |
| Blancs            | 78,0   | 79,0     | 72,4       |
| Afro-Américains   | 15,9   | 14,2     | 12,6       |
| Métis             | 2,6    | 2,3      | 2,9        |
| Asiatiques        | 1,8    | 2,4      | 4,8        |
| Autres            | 1,3    | 1,5      | 6,4        |
| Amérindiens       | 0,5    | 0,6      | 0,9        |
| Total             | 100    | 100      | 100        |
|                   |        |          |            |
| Latino-Américains | 5,1    | 4,4      | 16,7       |

Selon l'American Community Survey pour la période 2010-2014, 93,25 % de la population âgée de plus de 5 ans déclare parler l'anglais à la maison, 3,36 % déclare parler l'espagnol et 3,39 % une autre langue.